# Тужар
Тужа́р — село в Україні, у Деснянській селищній громаді Чернігівського району Чернігівської області. Населення становить 331 особи. Село належить до Косачівського старостинського округу.

## Історія
12 червня 2020 року, відповідно до розпорядження Кабінету Міністрів України № 730-р «Про визначення адміністративних центрів та затвердження територій територіальних громад Чернігівської області», увійшло до складу Деснянської селищної громади.
19 липня 2020 року, в результаті адміністративно-територіальної реформи та ліквідації Козелецького району, увійшло до складу новоутвореного Чернігівського району.

## Населення

### Мова
Розподіл населення за рідною мовою за даними перепису 2001 року:
| Мова       | Кількість | Відсоток |
| ---------- | --------- | -------- |
| українська | 540       | 99.63%   |
| російська  | 2         | 0.37%    |
| Усього     | 542       | 100%     |